# Felipe Castro
Felipe Castro Fones (Santiago, 29 de abril de 1963) es un actor y productor de teatro chileno.

## Biografía
Felipe Castro Fones nació el 29 de abril de 1963 en Ñuñoa, Santiago de Chile. Su padre, Francisco Javier Castro Yáñez, es un arquitecto, y su madre, Mary Ann Fones Infante (n. 1937), es una cantante lírica. Tiene tres hermanos; Francisca; ingeniera comercial y gerente de Negocios Estratégicos de Codelco, Andrés; músico y Pablo; sacerdote.  
Cursó sus estudios básicos en el Colegio Seminario Pontificio Menor de Las Condes y en el Colegio San Ignacio del Bosque de Providencia. Ingresó a estudiar teatro a la Pontificia Universidad Católica de Chile (PUC), y egresó en 1984. 
Ha trabajado en teleseries de Televisión Nacional de Chile y de Canal 13. También se desempeña en la Dirección General de la Academia de Artes Escénicas de la Universidad de los Andes.

## Vida personal
Contrajo matrimonio con la actriz Paola Volpato en 1994, con quien tiene dos hijos: Manuel Francisco (n. 1997); actor  y Simón (n. 2000); cientista ambiental.  
Es amigo de Francisco Melo desde su adolescencia, con quien creó el 2005, la productora teatral Fiebre, encargada de montar importantes piezas de William Shakespeare.
Es abiertamente católico.

## Televisión
| Año  | Título                     | Personaje           | Ref.            |
| ---- | -------------------------- | ------------------- | --------------- |
| 1985 | Marta a las Ocho           | Francisco           | Secundario      |
| 1988 | Bellas y audaces           | Eric Peñafiel       | Secundario      |
| 1988 | Las dos caras del amor     | Felipe Neira        | Secundario      |
| 1991 | Villa Nápoli               | Orlando             | Secundario      |
| 1992 | El palo al gato            | Ricardo             | Secundario      |
| 1992 | Fácil de Amar              | Ángel Bascur        | Antagonista     |
| 1993 | Doble Juego                | Óscar García        | Antagonista     |
| 1994 | Champaña                   | Álex                | Secundario      |
| 1995 | El amor está de moda       | Bob Muñoz           | Secundario      |
| 1995 | Amor a Domicilio           | Patricio Zambrano   | Secundario      |
| 1996 | Adrenalina                 | Max Ventura         | Antagonista     |
| 1997 | Playa Salvaje              | Nicolás Ochagavía   | Secundario      |
| 1998 | Marparaíso                 | Marcelo Calderón    | Secundario      |
| 1999 | Cerro Alegre               | Jerónimo San Martín | Secundario      |
| 2000 | Santo Ladrón               | Diego de la Riva    | Antagonista     |
| 2001 | Amores de mercado          | Dino Buzzati        | Secundario      |
| 2006 | Entre medias               | Max Arancibia       | Secundario      |
| 2007 | Corazón de María           | Sergei Petrov       | 5 episodios     |
| 2008 | Ana y los siete            | Fernando Correa     | Papel principal |
| 2017 | Sres. papis                | Bernardo Salamanca  | ¿? episodios    |
| 2017 | Amanda                     | Gabriel Rubinstein  | 11 episodios    |
| 2018 | Perdona nuestros pecados 2 | Hernán Ferrer       | 18 episodios    |
| 2021 | Verdades ocultas           | Diego Castillo      | Antagonista     |
| 2024 | Al sur del corazón         | Matías Orellana     | ¿? episodios    |

| Año  | Título                       | Personaje               | Ref. |
| ---- | ---------------------------- | ----------------------- | ---- |
| 1989 | Teresa de Los Andes          | Ramiro Prieto           |      |
| 1990 | Corín Tellado                | Luis                    |      |
| 1990 | Crónica de un Hombre Santo   | —                       |      |
| 1994 | Fácil de amar, la comedia    | Ángel Bascur            |      |
| 1996 | Amor a domicilio, la comedia | Patricio Zambrano       |      |
| 2000 | Vigías del sur               | Felipe Yaconi           |      |
| 2003 | Cuentos de mujeres           | Esteban                 |      |
| 2004 | La Vida es una Lotería       | Robert                  |      |
| 2004 | Quiero                       | Amador Luis Montes      |      |
| 2005 | Los Simuladores              | Profesor de química     |      |
| 2005 | El día menos pensado         | Jaime                   |      |
| 2007 | Héroes                       | Casimiro Marcó del Pont |      |
| 2010 | Cartas de mujer              | Juan Martínez           |      |
| 2013 | Ecos del desierto            | Asistente de Pinochet   |      |
| 2018 | Mary & Mike                  | General Ahumada         |      |
| 2020 | El presidente                | —                       |      |
| 2020 | La jauría                    | —                       |      |

## Teatro
- 2016 Sinatra, como Frank Sinatra, de Emilia Noguera
- 2016: Pobre Inés sentada ahí, de Alejandro Sieveking